# Schloss Maltesholm

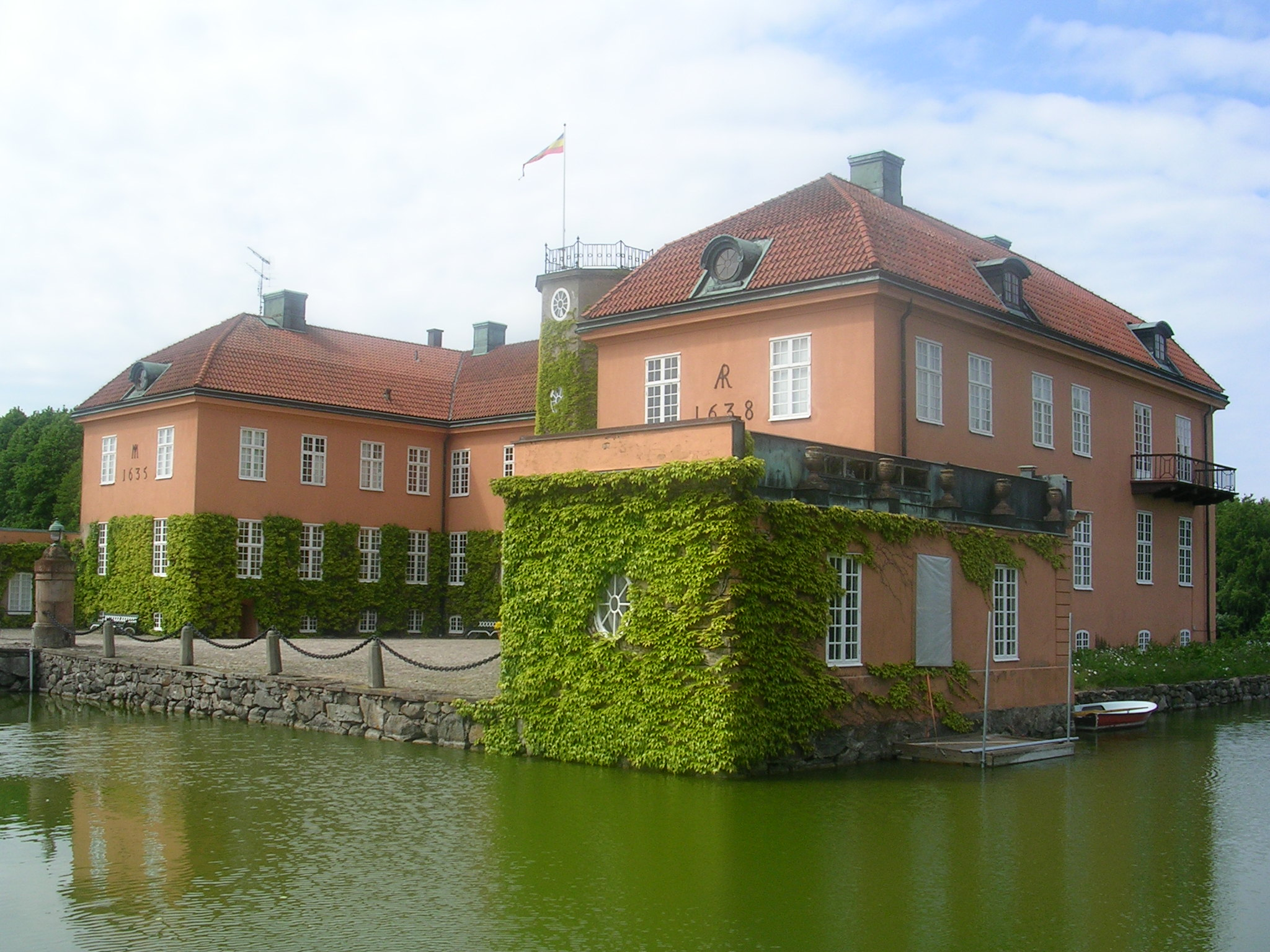
Schloss Maltesholm

Schloss Maltesholm (schwedisch Maltesholms slott) liegt ungefähr 18 Kilometer südlich der schwedischen Stadt Kristianstad bei dem Ort Östra Sönnarslöv in der Provinz Skåne län.
Das Schloss wurde in den 1630er Jahren unter dem Gutsherrn Malte Juel von Gjesinge im Renaissancestil erbaut. Das Gebäude mit seinen beiden Seitenflügeln ist von einem Wallgraben umgeben. Zu Beginn der 1780er Jahre wurde das Schloss umgebaut, dabei wurde das oberste Geschoss durch das heutige Walmdach ersetzt.
Das Schloss ist von einer der schönsten Parkanlagen Schonens umgeben. Schon im 17. Jahrhundert wurde eine Barockpark angelegt, der ein Jahrhundert später im klassizistischen Stil umgeformt und im 19. Jahrhundert durch einen weitgestreckten Landschaftspark ergänzt wurde. Im Park befindet sich ein vom Architekten Carl Hårleman entworfenes Lusthäuschen und durch den Park führt der 1,3 Kilometer lange Höge väg zum Schloss, eine bis zu 6 Meter hohe und 12 bis 20 Meter breite Zufahrt.